# Figari (Còrsega)
Figari (en cors Figari) és un municipi francès, situat a la regió de Còrsega, al departament de Còrsega del Sud. L'any 2006 tenia 1117 habitants.

## Demografia
| 1962 | 1968 | 1975 | 1982 | 1990 | 1999 | 2006 |
| ---- | ---- | ---- | ---- | ---- | ---- | ---- |
| 690  | 701  | 834  | 1022 | 914  | 1005 | 1117 |

## Administració
| Període | Identitat    | Partit | Qualitat |
| ------- | ------------ | ------ | -------- |
| 2001-   | Roger Simoni | SE     |          |

## Personatges il·lustres
- Ugo Francescu Peretti della Rocca, escriptor i militar cors.